# Tasman Peninsula
Tasman Peninsula är en halvö i Australien. Den ligger i delstaten Tasmanien, i den sydöstra delen av landet, omkring 45 kilometer sydost om delstatshuvudstaden Hobart.
I omgivningarna runt Tasman Peninsula växer i huvudsak städsegrön lövskog. Genomsnittlig årsnederbörd är 731 millimeter. Den regnigaste månaden är juli, med i genomsnitt 89 mm nederbörd, och den torraste är februari, med 42 mm nederbörd.